# Lavelle-Locustdale
Lavelle-Locustdale fue un lugar designado por el censo ubicado en el condado de Schuylkill en el estado estadounidense de Pensilvania. En el año 2000 tenía una población de 649 habitantes y una densidad poblacional de 240 personas por km².

## Geografía
Lavelle-Locustdale se encuentra ubicado en las coordenadas 40°45′50″N 76°22′50″O / 40.76389, -76.38056.

## Demografía
Según la Oficina del Censo en 2000 los ingresos medios por hogar en la localidad eran de $32,656 y los ingresos medios por familia eran $49,659. Los hombres tenían unos ingresos medios de $38,750 frente a los $17,614 para las mujeres. La renta per cápita para la localidad era de $27,323. Alrededor del 2% de la población estaba por debajo del umbral de pobreza.